# 韋爾薩河 (波河支流)
45°46′N 12°50′E / 45.767°N 12.833°E
韋爾薩河'是意大利的河流，位於該國北部，屬於波河的支流，河道全長公里，流域面積平方公里，平均流量每秒立方米，發源自卡內維諾，河畔城鎮有波爾塔爾貝拉。